# Mühlenberg (Holzminden)
Mühlenberg ist ein im Solling gelegener Stadtteil von Holzminden im Landkreis Holzminden in Niedersachsen mit 96 Einwohnern, die auf einer Fläche von 20,02 ha leben.

## Lage
Mühlenberg ist der kleinste Ortsteil von Holzminden. Er liegt auf etwa 295 m ü. NN im Tal der Dürren Holzminde, in das im Ort der Gehrengrund mündet, und an der Bundesstraße 497, die von Holzminden über Neuhaus im Solling nach Uslar führt.

## Geschichte

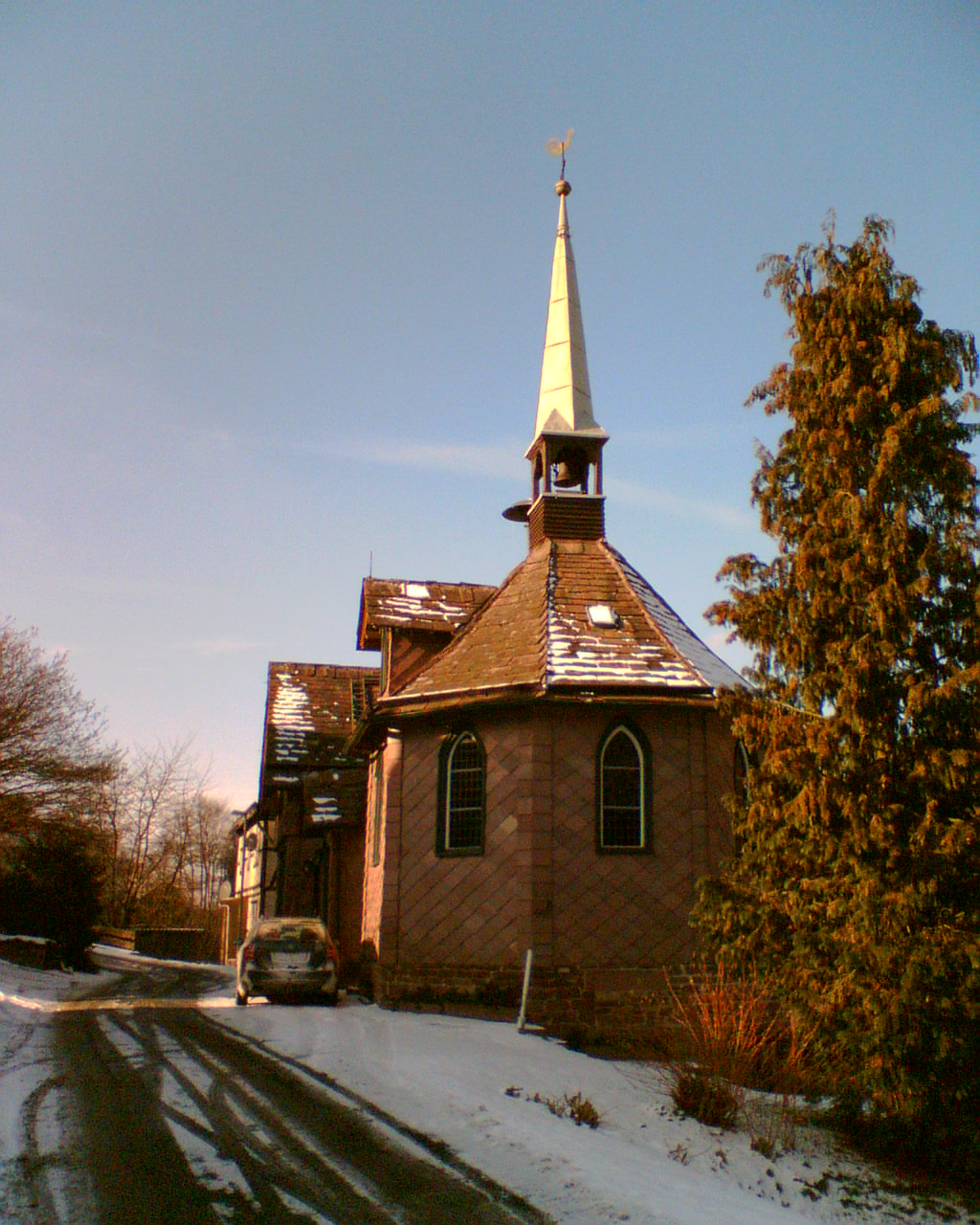
Die Mühlenberger Kapelle

Mühlenberg war früher eine eigenständige Gemeinde und ist heute eine Ortschaft im Sinne des Niedersächsischen Kommunalverfassungsgesetzes, die allerdings keinen Ortsrat, sondern lediglich einen Ortsvorsteher hat. 1783 wurde der Ort als Standort einer Glashütte gegründet. In den Gebäuden arbeiteten 24 Menschen und stellten vor allem "weisses Tafel- und Medicinglas" her. Sie siedelten dort und 1863 betrug die Einwohnerzahl bereits 93 und der Ort besaß eine Schulstelle. Da die Glashütte wegen Holzmangels nicht länger betrieben wurde, waren die Spinnerei, Waldarbeit und Viehzucht die Einnahmequellen. Die 1878 gegründete Kapellengemeinde wurde 2009 in die Kirchengemeinde St. Pauli des Kirchenkreises Holzminden-Bodenwerder integriert.
Am 1. Januar 1973 wurde Mühlenberg in die Kreisstadt Holzminden eingegliedert.

## Sehenswertes
Im Jahre 1993 wurde das Museum der Freiwilligen Feuerwehr Mühlenberg in einem alten Feuerwehrhaus in der Mitte des Ortes eröffnet. Gezeigt werden Exponate (Urkunden, Uniformen und Geräte) ab dem 19. Jahrhundert.

## Politik
Aufgrund seiner geringen Einwohnerzahl wird Mühlenberg nicht von einem Ortsrat, sondern von einem Ortsvorsteher vertreten. Seit 2021 ist Gerd Schläger (UWG) in dieser Funktion.